# Římskokatolická farnost Koclířov u Svitav
Římskokatolická farnost Koclířov u Svitav je územním společenstvím římských katolíků v litomyšlském vikariátu královéhradecké diecéze.

## O farnosti

### Historie
Ves Koclířov původně patřila do majetku premonstrátské kanonie v Litomyšli. Ve 30. letech 19. století byla v Koclířově postavena nová fara. V roce 1852 se v obci usadili redemptoristé, kteří zde vystavěli klášter s kostelem sv. Alfonse. Šlo o nejstarší klášter této kongregace v Čechách. Redemptoristé zde nicméně působili poměrně nedlouho. a v roce 1896 se přesunuli do nedalekých Čtyřiceti Lánů. Koclířovský klášter převzaly Školské sestry III. řádu sv. Františka, které zde pak působily až do 90. let 20. století. V roce 1995 bylo v Koclířově zřízeno národní centrum Fatimského apoštolátu pro Českou republiku, které získalo pro své potřeby někdejší klášter. Do někdejšího kláštera se rovněž přesunulo sídlo koclířovské farnosti. Bývalá fara byla prodána do soukromých rukou.

### Současnost
Farnost má sídelního duchovního správce, který zároveň ex currendo spravuje materiální záležitosti (jako tzv. administrátor in materialibus) sousední opatovské farnosti, která má jinak vlastního duchovního správce. Opatovský kněz pak je zároveň ustanoven jako výpomocný duchovní pro Koclířov.
| Kostel                                    | Místo    | Bohoslužba                                       | Bohoslužba                      | Poznámka                               |
| ----------------------------------------- | -------- | ------------------------------------------------ | ------------------------------- | -------------------------------------- |
| Kostel sv. Josefa                         | Hřebeč   | neslouží se pravidelně                           | neslouží se pravidelně          | filiální kostel                        |
| Kostel sv. Jakuba Staršího a sv. Filomény | Koclířov | neslouží se pravidelně                           | neslouží se pravidelně          | farní kostel                           |
| Kostel sv. Alfonse a Panny Marie Fatimské | Koclířov | neděle pondělí úterý středa čtvrtek pátek sobota | 9.00 8.00 18.00 8.00 18.00 8.00 | kostel bývalého kláštera redemptoristů |